# Рудаков, Дмитрий Станиславович
Рудако́в Дми́трий Станисла́вович (24 августа 1975, Череповец, Вологодская область) — российский государственный деятель, глава города Рыбинска с 23 мая 2022 года. С 15 июля 2025 года  секретарь местного отделения Всероссийской политической партии «Единая Россия» города Рыбинска.

## Биография
Дмитрий Станиславович Рудаков родился 24 августа 1975 года в городе Череповце Вологодской области.
В 1993-1995 гг. проходил срочную службу в Вооруженных силах РФ. После службы в армии несколько лет работал в ОАО «Северсталь» рабочим, имеет 3 рабочие специальности.

#### Образование
Получил высшее образование в Московском государственном юридическом университете, затем прошел переподготовку в Вологодском государственном университете по направлению «Электрические станции, сети и системы».

#### Трудовая деятельность
1999-2000 гг. – работал на государственной службе в Управлении Министерства юстиции РФ.
2001-2003 гг. – юрисконсульт, начальник юридического отдела на предприятиях строительной отрасли и легкой промышленности.
2004-2014 гг. – совместно с И.С. Решетниковым основал и возглавил ЗАО «Юридический центр «Тучков мост» (после ребрендинга «АО «Апелляционный центр»), одну из ведущих юридических фирм Санкт-Петербурга, с 2010 года — вице-президент Балтийской коллегии адвокатов имени Анатолия Собчака (Санкт-Петербург).
2014-2016 гг. – работа в Правительстве города Севастополя и Контрольно-счетной палате города Севастополя. Член 1-го российского Правительства Севастополя.
2016-2019 гг. – работал заместителем главы города Рыбинска по градостроительству, первым заместителем главы города Рыбинска.
2019-2021 гг. – заместитель генерального директора ПАО «Россети Северо-Запад».
22 мая 2022 года стал главой городского округа город Рыбинск, выиграв выборы с результатом 63.4% голосов избирателей.

#### Личная жизнь
Женат, имеет шестерых детей в одном браке.

## Реализованные проекты в Рыбинске
- Проект комплексной реставрации и ремонта исторического центра Рыбинска

В 2016-2018 - запустил проект комплексной реставрации и ремонта исторического центра Рыбинска и пакет нормативных актов по дизайн-коду города, известного сейчас всей России своими историческими вывесками.